# Romanovci
Romanovci är ett samhälle i Bosnien och Hercegovina.   Det ligger i entiteten Republika Srpska, i den nordvästra delen av landet, 150 km nordväst om huvudstaden Sarajevo. Romanovci ligger 114 meter över havet och antalet invånare är 1 032.
Terrängen runt Romanovci är platt åt nordost, men åt sydväst är den kuperad. Närmaste större samhälle är Bosanska Gradiška, 19,2 km norr om Romanovci. 
Trakten runt Romanovci består till största delen av jordbruksmark. Runt Romanovci är det ganska tätbefolkat, med 67 invånare per kvadratkilometer.